# Juan Diego Solanas
Juan Diego Solanas (*  4. November 1966 in Buenos Aires) ist ein argentinischer Regisseur, Produzent, Drehbuchautor und Kameramann.

## Leben und Werk
Bereits sein Vater Fernando E. „Pino“ Solanas (1936–2020) war ein angesehener Regisseur. Auf Grund der politischen Aktivitäten des Vaters gegen die Militärdiktatur floh die Familie 1976 nach Paris. In der neuen Heimat Frankreich studierte Solanas Kunstgeschichte, bevor er als Assistent für den Kameramann Félix Monti tätig wurde, der bereits für seinen Vater gearbeitet hatte.
1998 trat er erstmals selbst als Kameramann unter der Regie seines Vaters mit dem Film La Nube (dt. Der letzte Vorhang) in Erscheinung. Sein Werk L’homme sans tête (dt. Der Mann ohne Kopf) gewann 2003 beim Filmfestival von Cannes den Preis der Jury in der Kategorie Kurzfilm. 2005, diesmal führte er selbst die Regie und Monti stand hinter der Kamera, erschien sein Spielfilmdebüt Nordeste (dt. Ein weiter Weg zum Glück). Der internationale Durchbruch gelang ihm 2012 mit dem außergewöhnlichen Science-Fiction-Film Upside Down mit Jim Sturgess und Kirsten Dunst in den Hauptrollen. Juan Diego Solanas lebt und arbeitet überwiegend in Frankreich.

## Filmografie
- 1998: Der letzte Vorhang (La Nube), Kamera
- 2003: Der Mann ohne Kopf (L'homme sans tête), Kurzfilm, Regie, Drehbuch, Produktion
- 2005: Ein weiter Weg zum Glück (Nordeste), Regie, Drehbuch, Produktion
- 2011: Jack Waltzer: On the Craft of Acting, Produktion
- 2012: Upside Down, Regie, Drehbuch